# Ángel Castro (béisbol)
Ángel M. Castro (Pimentel, Duarte; 14 de noviembre de 1982) es un lanzador dominicano de béisbol profesional que actualmente es agente libre. Jugó en las Grandes Ligas para los Oakland Athletics.

## Carrera profesional

### Detroit Tigers / Tampa Bay Rays / Philadelphia Phillies
Castro asistió a Western Oklahoma State College en Altus, Oklahoma. Los Detroit Tigers seleccionaron a Castro en la decimotercera ronda del draft de la MLB de 2006. Jugó para el sistema de granjas de los Tigres de 2006 a 2008. En 2009, estuvo en los sistemas de granjas de los Tampa Bay Rays y los Philadelphia Phillies.

### Lincoln Saltdogs / Dorados de Chihuahua
En 2010, jugó con los Lincoln Saltdogs en la Asociación Americana de Béisbol Profesional Independiente y los Dorados de Chihuahua de la Liga Mexicana.

### Saraperos de Saltillo
En 2011 permaneció en México con los Saraperos de Saltillo.

### Fukuoka SoftBank Hawks
En 2012, lanzó para Fukuoka SoftBank Hawks de la Liga Japonesa de Béisbol Profesional (NPB).

### Los Ángeles Dodgers
Jugó para los Isótopos de Albuquerque en el sistema de granjas de Los Angeles Dodgers en 2013.

### St. Louis Cardinals
El 11 de diciembre de 2013, Castro firmó un contrato por un año con los St. Louis Cardinals.
Castro jugó para el equipo nacional de béisbol de República Dominicana en la Copa Mundial de Béisbol de 2011 y el Clásico Mundial de Béisbol 2013.

### Oakland Athletics
El 8 de agosto de 2014, Castro fue transferido a la organización Oakland Athletics por consideraciones de efectivo. Comenzó la temporada 2015 con los Nashville Sounds Triple-A antes de que los Atléticos compraran su contrato el 8 de mayo. Sería trasladado a Nashville el 2 de junio. Fue designado para asignación el 1 de septiembre y elegido para convertirse en un agente libre después de la temporada. Más tarde firmó un contrato de ligas menores con Oakland. Fue asignado a AAA Nashville para la temporada 2016.

### Sultanes de Monterrey
El 10 de abril de 2017, Castro firmó con los Sultanes de Monterrey de la Liga Mexicana de Béisbol. Quedó en libertad el 12 de enero de 2018.

### Bravos de Leon
El 4 de marzo de 2018, Castro firmó con los Bravos de León de la Liga Mexicana de Béisbol.

### Guerreros de Oaxaca
Posteriormente fue canjeado a los Guerreros de Oaxaca el 30 de junio. Castro fue liberado por la organización el 9 de agosto de 2018.